# Sparzanza
Sparzanza es una banda sueca de hard rock formada en Kil, en el extrarradio de Karlstad en 1996. Deben su nombre al apellido de un personaje de una película de los 70 de Blaxplotation. En el año 2001 lanzaron su primer álbum, Angels of vengeance. A partir de entonces, su sonido ha evolucionado más hacia el metal y hard rock. El último álbum de la banda, Announcing The End, fue lanzado en 2017. Desde su formación han publicado 8 álbumes de estudio y un recopilatorio.

## Comienzos
Suecia es un país de algo menos de diez millones y medio de habitantes. Allí se encuentra la ciudad de Karlstad, que es sólo la decimosexta del estado nórdico en cuanto a población, con unas 64.000 personas censadas. Debe su nombre al rey Carlos IX. Sparzanza fue fundada en 1996 a las afueras de la capital de la provincia de Värmland, por Anders Åberg, Peter Eriksson y los hermanos Calle y David Johannesson. Al poco tiempo se incorporó Andreas Kloss como el bajista de la banda. En 1997, lanzaron su primer EP de 7 ", Wheeler Dealer. Kloss salió de la banda por lo que Johan Carlsson fue reclutado como el nuevo bajista. Posteriormente grabaron una demo, lo que propició que el sello francés Water Dragon Records lanzara el corte I Love you... both, en el año 2001 con temas de los propios Sparzanza y de Superdice. Tras un breve período llegaría el primer álbum completo de la banda, Angels of Vengeance, lanzado por Water Dragon Records el año 2001 recibiendo críticas relativamente buenas para un disco debutante. Velodrome home, Logan's run o Amanda son parte del álbum.
En septiembre de 2003, Into the Sewers, producido por Rikard Löfgren (a quien los propios componentes del grupo definieron como "el sexto miembro"), fue lanzado y aclamado por críticos de todo el mundo. Con Into the Sewers, la banda dio un gran paso hacia un sonido más metálico. A ello contribuyeron temas de la talla de Pay the price, Sparzatan o Little red riding hood.
A principios de 2006, la grabación del tercer álbum de larga duración de la banda, Banisher of the Light, comenzó bajo la supervisión de Rikard Löfgren (Deathstars, Vomitory). La banda se centró en un material de canciones más pesadas. La compañía discográfica Water Dragon Records fue lanzada a favor de su propio sello Black Cult Records , y Banisher of the Light vio la luz a principios de 2007. Tanto Peter Dolving (The Haunted) como Ralf Gyllenhammar (Mustasch) colaboraron en el álbum, el cual se abría con el sencillo Going Down. Del mismo modo, Before my blackened eyes salió como sencillo. Podemos afirmar que es en este trabajo donde la banda encuentra su sonido característico. 
Tras múltiples conciertos en Sweden Rock Festival , Tyrol y Qstock en Finlandia, a principios de 2008, llegó el momento de ingresar al estudio para grabar un cuarto álbum. Rikard Löfgren fue el elegido nuevamente. En medio de la grabación, el guitarrista David Johannesson optó por dejar a Sparzanza para recalar en la banda sueca de hardcore Mustasch . Las grabaciones continuaron, y se buscó un tono más duro y brutal. In Voodoo Veritas se lanzó el 25 de febrero de 2009. El crudo sonido de composiciones como Gone, Red dead revolver o Robota impregnan la obra.

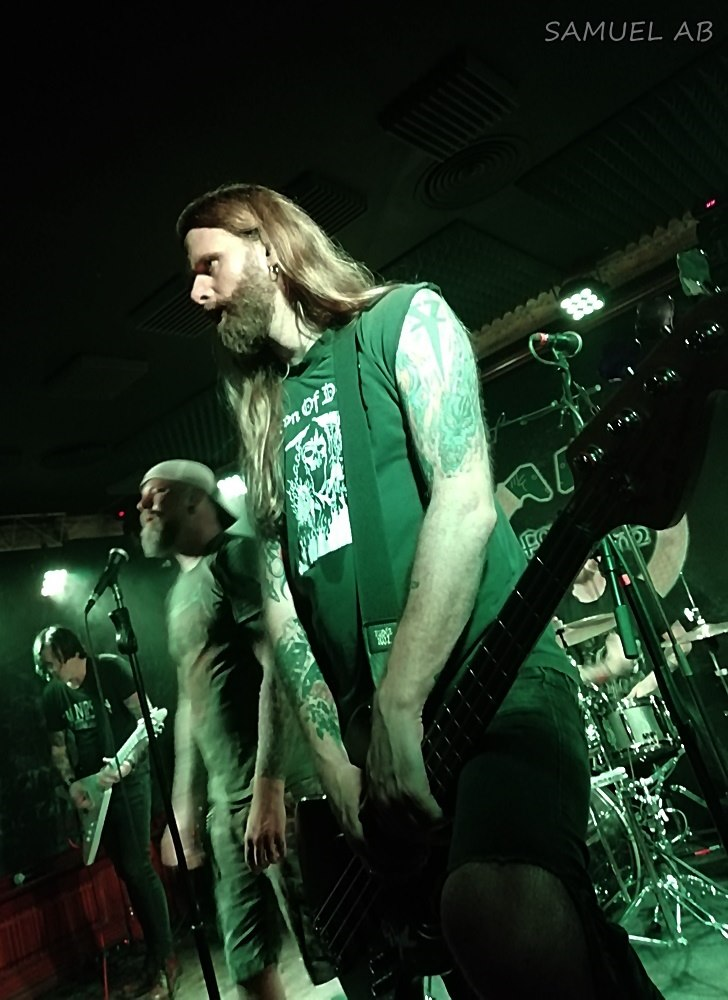
Sparzanza en el concierto celebrado en La Coruña durante la gira del Announcing the end.

El nuevo guitarrista elegido para la banda fue Magnus Eronen (Space Probe Taurus, Moaning Wind, etc.). El 27 de febrero, la banda lanzó una gira por Suecia que estaba conectada a Dia Psalma, seguida de varias giras de éxito en la vecina Finlandia donde mantienen su mayor base de fieles.

## Consolidación
En 2010, Sparzanza firmó con la compañía discográfica finlandesa Spinefarm Records y en el otoño del mismo año lanzó las grabaciones para el quinto álbum. Folie à Cinq, éste salió a la venta en febrero de 2011. Canciones más comerciales que conquistaron una buena masa de fieles. El tema Temple of the red eyed pigs incluido en el disco, es posiblemente el más popular de los suecos. Destacan asimismo otros como Mr. Fish, Follow me o Alone with a loaded gun.
En 2012 regresaron con Death Is Certain Life Is Not, con una temática en torno a la muerte que aporta a la obra ese tono fatalista tan absorbente. Siguen ofreciendo temas directos como When The World Is Gone o The Fallen Ones, pero todo el álbum está impregnado de esa oscuridad tan subyugante, y que puede apreciarse en cortes como Dead Inside o When death comes. Incluso se puede decir que un cierto ambiente gótico envuelve los temas. Con este nuevo trabajo suenan de manera constante en las emisoras de radio de Suecia, Alemania y Finlandia. "Esta vez hemos profundizado un poco más en nuestras mentes, tratando de crear un álbum realmente oscuro y pesado, pero aún centrándonos en escribir buenas melodías...", con estas palabras definiría el bajista Johan Carlsson su nuevo disco.
Dos años más tarde vuelven con Circle (2014), con el productor Rikard Löfgren, grabado en Leon Music y adicionalmente en los Octopus Studio. La banda nos presenta un variado trabajo con una línea más actual y moderna. Con una base de guitarras fuertes, pero sin perder de vista las melodías. El sencillo elegido para promocionar la salida del álbum fue Underneath my skin. Otros temas destacables son Pine barrens, Into the unknown, Breathe o la balada con base de piano As i go away donde su frontman, Fredrik, luce sus tremendas dotes vocales.
En 2016, y conmemorando el vigésimo aniversario del nacimiento del grupo, Sparzanza lanzan un doble recopilatorio. Incluyen todos sus grandes éxitos (cd 1) así como rarezas entre las que se incluye una versión metálica del Uprising de Muse, otra del Rebel yell de Billy Idol, algunas de sus propias canciones reversionadas, temas inéditos e interpretaciones en vivo (cd 2).

## Últimos años
Announcing the end fue publicado a finales de 2017, concretamente en octubre. Circunstancialmente, en el momento de su grabación ya no tenían compañía discográfica, siendo la sueca Despotz Records quien posteriormente se hizo cargo de la banda. Todos los temas fueron compuestos en la localidad granadina de Salobreña, de manera intensiva y alternando trabajo con ocio en esa tierra paradisíaca, creando una idílica relación con España. Fruto de esa relación nació su club de fanes en España (The black cult Spain) presidido por su mayor fan en nuestras tierras, Samuel Álvarez. Sobre el nuevo disco, la propia banda así como la mayoría de críticos afirmaron que era el mejor de Sparzanza. Temas como el que dan título genérico al trabajo y otros como Vindication o Whatever Come May Be fueron editados como sencillos con sus correspondientes vídeos. Para la grabación del vídeo de Announcing the end, la banda nos ofrecería un tributo a Blade Runner 2049 contando con la colaboración del actor Johan Östling. La portada del álbum corrió a cargo del ilustrador Vagelis Petikas.

## Actualidad
Tras un paréntesis de seis años en su actividad (debido en parte a la pandemia que asoló al mapa mundial) y un incómodo silencio, sus fans celebraron la vuelta al estudio del grupo, ya que Sparzanza han estado grabando un nuevo álbum que saldrá a la luz en otoño de 2025 titulado "From dust to darkness".. El single de presentación, "Bad Motherfucker", fue publicado el 23 de noviembre de 2023. Posteriormente vería la luz un segundo sencillo, titulado "Twitch Of The Death Nerve", el 9 de febrero de 2024. El 15 de noviembre del mismo año se publicaría un tercero, "The Blinding Absence Of A Light" y el 13 de junio de 2025 se publicaría el cuarto: "Bloodborne". En ese mismo año, anunciaron el comienzo de la gira promocional, que arrancaría en el vecino país de Finlandia a principios de octubre.

## En España
En España Sparzanza no son muy conocidos, a pesar de que desde que arribaron por primera vez en 2013, nunca han dejado este país fuera de su itinerario de giras. La banda sueca, de la mano de Lestrato-Rock & Conciertos, giró por primera vez en España durante el mencionado 2013 presentando el Tour is certain life is not. Arrancaron el 27 de noviembre en la Sala Ego Live de Alcalá de Henares (Madrid) y participaron en el Lestrato Fest celebrado en Orense el 30 de noviembre de aquel año. En total fueron once los shows que compusieron su visita por España (Alcalá de Henares, León, La Estrada, Orense, Carballo, Irún, Monzón, Marinaleda, Estepona, Elda y Madrid). A partir de ese instante se harían asiduos a visitar este país. 
A principios de 2015, regresarían para la gira Tour Don´t Spare No Lives presentando su trabajo Circle, sumando hasta seis fechas por el estado español, con paradas en lugares como Cartagena, Córdoba, Valencia, Madrid, nuevamente Orense y Salamanca.
En 2018, los suecos regresaron de gira a principios de marzo para presentar su octavo álbum, Announcing The End. Cuatro fechas (Ciudad Real, Sevilla, Estepona y Madrid). Posteriormente retornarían en septiembre del año siguiente para una segunda ronda de conciertos añadiendo ciudades como  La Coruña, Cangas Do Morrazo, Salamanca, Madrid, Estepona, Granada, Ciudad Real y San Sebastián.

## The black cult

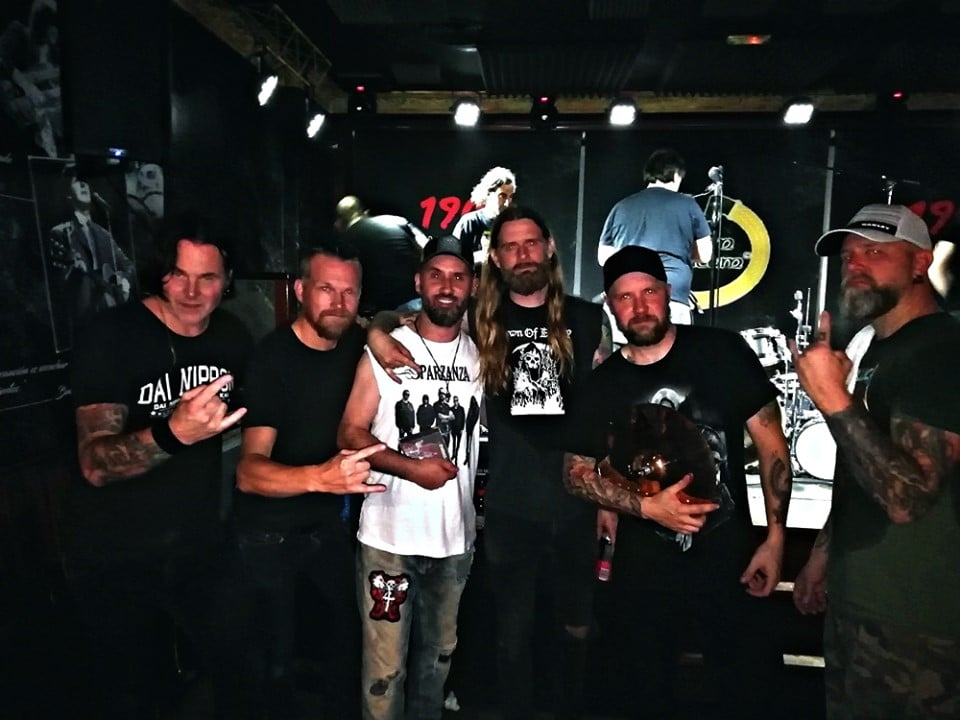
Sparzanza tiene su propio club de fanes en España, The Black Cult Spain.

The black cult es la denominación de los distintos clubs de fans de la agrupación escandinava. El propio grupo acuñó dicha terminología para definir a su base de seguidores cuando crearon un selecto grupo en Facebook. Posteriormente, en distintos lugares del mundo los diferentes clubs de fanes fueron asimilando dicha denominación seguida del nombre del país correspondiente. En la actualidad podemos encontrar seguidores organizados bajo ese nombre en países tan dispares como Suecia, Finlandia, Alemania, Reino Unido, España, Argentina o los USA. En España, es conocido como The black cult Spain.

## Estilo musical
- Stoner
- Hard rock
- Heavy Metal
- Metal alternativo
- Groove metal

## Discografía[16][17][18]

### Álbumes
- Angels of vengeance (2001)
- Into the sewers (2003)
- Banisher of the light (2007)
- In voodoo veritas (2009)
- Folie a cinq (2011)
- Death is certain life is not (2012)
- Circle (2014)
- 20 Years of sin, recopilatorio (2016)
- Announcing the end (2017)
- From dust to darkness (2025)

### Sencillos, EPs, demos
- Wheeler dealer, demo (1997)
- Thirteen, split (1998)
- Burnin' boots, sencillo (1998)
- Promotion cd: The sundancer, demo (2000)
- I love you...both!, split EP (2001)
- Roadrunner, demo (2001)
- Silverbullet, demo (2001)
- Dead again, single (2002)
- Rebel yell, single digital (2009)
- My world of sin, single digital (2009)
- Red dead revolver, EP (2009)
- Methadream, single digital (2009)
- Temple of the red-eyed pigs, single digital (2011)
- The fallen ones, single (2012)
- When death comes, single (2012)
- Breathe, single (2014)
- Into the unknown, single (2014)
- Uprising, single (2015)
- Vindication, single (2017)
- Announcing the end, single (2017)
- The trigger, single (2017)
- Whatever come may be, single (2018)
- Vindication (Zardonic Remix), single digital (2020)
- Bad motherfucker, single digital (2023)
- Twitch of the death nerve, single digital (2024)
- The blinding absence of a light, single digital (2024)
- Bloodborne, single digital (2025)

## Miembros[6]

### Actuales
- Fredrik Weileby (voz)
- Johan Carlsson (bajo)
- Anders Aberg (batería)
- Calle Johannesson (guitarra)
- Magnus Eronen (guitarra)

### Exmiembros
- Andreas Kloss (bajo)
- Peter Eriksson (voz)
- David Johannesson (guitarra)

## Productores
- Sparzanza
- Rikard Löfgren (excepto Angels of vengeance)